# 2012-es GP2 német nagydíj
A 2012-es GP2 német nagydíj volt a 2012-es GP2-szezon nyolcadik versenye, amelyet 2012. július 21. és július 22. között rendeztek meg a németországi Hockenheimringen, a 2012-es Formula–1 német nagydíj betétfutamaként.

## Időmérő
| Helyezés | Rajtszám | Versenyző           | Csapat                  | Idő      | Rajthely |
| -------- | -------- | ------------------- | ----------------------- | -------- | -------- |
| 1        | 12       | Giedo van der Garde | Caterham Racing         | 1:44.022 | 1        |
| 2        | 9        | James Calado        | Lotus GP                | 1:44.034 | 12[†]    |
| 3        | 5        | Fabio Leimer        | Racing Engineering      | 1:44.944 | 2        |
| 4        | 25       | Nigel Melker        | Ocean Racing Technology | 1:45.063 | 3        |
| 5        | 15       | Fabio Onidi         | Scuderia Coloni         | 1:45.129 | 4        |
| 6        | 3        | Davide Valsecchi    | DAMS                    | 1:45.152 | 5        |
| 7        | 4        | Felipe Nasr         | DAMS                    | 1:45.420 | 6        |
| 8        | 24       | Víctor Guerin       | Ocean Racing Technology | 1:45.516 | 7        |
| 9        | 10       | Esteban Gutiérrez   | Lotus GP                | 1:45.613 | 19[†]    |
| 10       | 23       | Luiz Razia          | Arden International     | 1:45.636 | 8        |
| 11       | 26       | Max Chilton         | Marussia Carlin         | 1:45.760 | 9        |
| 12       | 21       | Tom Dillmann        | Rapax                   | 1:45.763 | 10       |
| 13       | 18       | Sergio Canamasas    | Venezuela GP Lazarus    | 1:45.821 | 11       |
| 14       | 7        | Marcus Ericsson     | iSport International    | 1:45.870 | 13       |
| 15       | 14       | Stefano Coletti     | Scuderia Coloni         | 1:45.907 | 14       |
| 16       | 6        | Nathanaël Berthon   | Racing Engineering      | 1:45.917 | 15       |
| 17       | 22       | Simon Trummer       | Arden International     | 1:45.939 | 16       |
| 18       | 1        | Johnny Cecotto, Jr. | Barwa Addax Team        | 1:46.103 | 17       |
| 19       | 27       | Rio Haryanto        | Marussia Carlin         | 1:46.394 | 18       |
| 20       | 2        | Josef Král          | Barwa Addax Team        | 1:46.637 | 20       |
| 21       | 8        | Jolyon Palmer       | iSport International    | 1:46.651 | 21       |
| 22       | 16       | Stéphane Richelmi   | Trident Racing          | 1:46.849 | 22       |
| 23       | 17       | Julián Leal         | Trident Racing          | 1:47.332 | 23       |
| 24       | 11       | Rodolfo González    | Caterham Racing         | 1:49.546 | 24       |
| 25       | 20       | Ricardo Teixeira    | Rapax                   | 1:52.356 | 25       |
| 26       | 19       | Giancarlo Serenelli | Venezuela GP Lazarus    |          | 26       |

Megjegyzés:
- ↑ †:  ‑ James Calado és Esteban Gutiérrez a brit nagydíj sprintversenyén okozott balesetek miatt 10 rajthelyes büntetést kaptak.[1]

## Főverseny
| Helyezés                                                                        | Rajtszám | Versenyző           | Csapat                  | Futott kör | Idő/Kiesés oka | Rajthely | Pont      |
| ------------------------------------------------------------------------------- | -------- | ------------------- | ----------------------- | ---------- | -------------- | -------- | --------- |
| 1                                                                               | 1        | Johnny Cecotto, Jr. | Barwa Addax Team        | 38         | 58:16.075      | 17       | 27 (25+2) |
| 2                                                                               | 5        | Fabio Leimer        | Racing Engineering      | 38         | +9.609         | 2        | 18        |
| 3                                                                               | 16       | Stéphane Richelmi   | Trident Racing          | 38         | +14.987        | 22       | 15        |
| 4                                                                               | 4        | Felipe Nasr         | DAMS                    | 38         | +21.459        | 6        | 12        |
| 5                                                                               | 12       | Giedo van der Garde | Caterham Racing         | 25         | +9.841         | 1        | 14 (10+4) |
| 6                                                                               | 25       | Nigel Melker        | Ocean Racing Technology | 38         | +29.260        | 3        | 8         |
| 7                                                                               | 23       | Luiz Razia          | Arden International     | 38         | +29.573        | 8        | 6         |
| 8                                                                               | 9        | James Calado        | Lotus GP                | 38         | +29.950        | 12       | 4         |
| 9                                                                               | 21       | Tom Dillmann        | Rapax                   | 38         | +31.978        | 10       | 2         |
| 10                                                                              | 10       | Esteban Gutiérrez   | Lotus GP                | 38         | +32.373        | 19       | 1         |
| 11                                                                              | 7        | Marcus Ericsson     | iSport International    | 38         | +33.798        | 13       |           |
| 12                                                                              | 2        | Josef Král          | Barwa Addax Team        | 38         | +39.284        | 20       |           |
| 13                                                                              | 3        | Davide Valsecchi    | DAMS                    | 38         | +46.854        | 5        |           |
| 14                                                                              | 26       | Max Chilton         | Marussia Carlin         | 38         | +51.305        | 9        |           |
| 15                                                                              | 6        | Nathanaël Berthon   | Racing Engineering      | 38         | +55.440        | 15       |           |
| 16                                                                              | 22       | Simon Trummer       | Arden International     | 38         | +55.707        | 16       |           |
| 17                                                                              | 27       | Rio Haryanto        | Marussia Carlin         | 38         | +56.284        | 18       |           |
| 18                                                                              | 8        | Jolyon Palmer       | iSport International    | 38         | +1:02.119      | 21       |           |
| 19                                                                              | 15       | Fabio Onidi         | Scuderia Coloni         | 38         | +1:08.223      | 4        |           |
| 20                                                                              | 14       | Stefano Coletti     | Scuderia Coloni         | 38         | +1:18.043      | 14       |           |
| 21                                                                              | 17       | Julián Leal         | Trident Racing          | 38         | +1:18.945      | 23       |           |
| 22                                                                              | 18       | Sergio Canamasas    | Venezuela GP Lazarus    | 38         | +1:20.866      | 11       |           |
| 23                                                                              | 11       | Rodolfo González    | Caterham Racing         | 38         | +1:30.812      | 24       |           |
| 24                                                                              | 19       | Giancarlo Serenelli | Venezuela GP Lazarus    | 37         | +1 kör         | 26       |           |
| Ki                                                                              | 24       | Víctor Guerin       | Ocean Racing Technology | 27         |                | 7        |           |
| Ki                                                                              | 20       | Ricardo Teixeira    | Rapax                   | 18         |                | 25       |           |
| Leggyorsabb kör: Johnny Cecotto, Jr. (Barwa Addax Team) – 1:25,254 (31. körben) |          |                     |                         |            |                |          |           |

## Sprintverseny
| Helyezés                                                        | Rajtszám | Versenyző           | Csapat                  | Futott kör | Idő/Kiesés oka | Rajthely | Pont      |
| --------------------------------------------------------------- | -------- | ------------------- | ----------------------- | ---------- | -------------- | -------- | --------- |
| 1                                                               | 9        | James Calado        | Lotus GP                | 27         | 40:18.134      |          | 17 (15+2) |
| 2                                                               | 12       | Giedo van der Garde | Caterham Racing         | 27         | +7.962         |          | 12        |
| 3                                                               | 4        | Felipe Nasr         | DAMS                    | 27         | +17.509        |          | 10        |
| 4                                                               | 5        | Fabio Leimer        | Racing Engineering      | 27         | +21.962        |          | 8         |
| 5                                                               | 10       | Esteban Gutiérrez   | Lotus GP                | 27         | +22.353        |          | 6         |
| 6                                                               | 1        | Johnny Cecotto, Jr. | Barwa Addax Team        | 27         | +33.193        |          | 4         |
| 7                                                               | 3        | Davide Valsecchi    | DAMS                    | 27         | +38.870        |          | 2         |
| 8                                                               | 25       | Nigel Melker        | Ocean Racing Technology | 27         | +41.861        |          | 1         |
| 9                                                               | 6        | Nathanaël Berthon   | Racing Engineering      | 27         | +42.196        |          |           |
| 10                                                              | 23       | Luiz Razia          | Arden International     | 27         | +42.442        |          |           |
| 11                                                              | 27       | Rio Haryanto        | Marussia Carlin         | 27         | +42.959        |          |           |
| 12                                                              | 17       | Julián Leal         | Trident Racing          | 27         | +43.336        |          |           |
| 13                                                              | 2        | Josef Král          | Barwa Addax Team        | 27         | +43.580        |          |           |
| 14                                                              | 18       | Sergio Canamasas    | Venezuela GP Lazarus    | 27         | +44.111        |          |           |
| 15                                                              | 7        | Marcus Ericsson     | iSport International    | 27         | +46.002        |          |           |
| 16                                                              | 20       | Ricardo Teixeira    | Rapax                   | 27         | +46.683        |          |           |
| 17                                                              | 22       | Simon Trummer       | Arden International     | 27         | +47.624        |          |           |
| 18                                                              | 8        | Jolyon Palmer       | iSport International    | 27         | +53.235[†]     |          |           |
| 19                                                              | 14       | Stefano Coletti     | Scuderia Coloni         | 27         | +54.660[†]     |          |           |
| 20                                                              | 11       | Rodolfo González    | Caterham Racing         | 27         | +56.315        |          |           |
| 21                                                              | 16       | Stéphane Richelmi   | Trident Racing          | 27         | +1:02.778      |          |           |
| 22                                                              | 15       | Fabio Onidi         | Scuderia Coloni         | 27         | +1:13.439      |          |           |
| 23                                                              | 24       | Víctor Guerin       | Ocean Racing Technology | 26         | +1 kör         |          |           |
| Ki                                                              | 19       | Giancarlo Serenelli | Venezuela GP Lazarus    | 18         |                |          |           |
| Ki                                                              | 21       | Tom Dillmann        | Rapax                   | 0          |                |          |           |
| Ki                                                              | 26       | Max Chilton         | Marussia Carlin         | 0          |                |          |           |
| Leggyorsabb kör: James Calado (Lotus GP) – 1:25,760 (7. körben) |          |                     |                         |            |                |          |           |

Megjegyzés:
- ↑ †:  ‑ Jolyon Palmer és Stefano Coletti a verseny után 20 másodperces időbüntetést kaptak, mert előztek sárgazászlós periódus alatt.[2]